# NGC 5389
NGC 5389 est une galaxie lenticulaire située dans la constellation de la Grande Ourse. Sa vitesse par rapport au fond diffus cosmologique est de 1 906 ± 15 km/s, ce qui correspond à une distance de Hubble de 28,1 ± 2,0 Mpc (∼91,7 millions d'al). NGC 5389 a été découvert par l'astronome germano-britannique William Herschel en 1789.

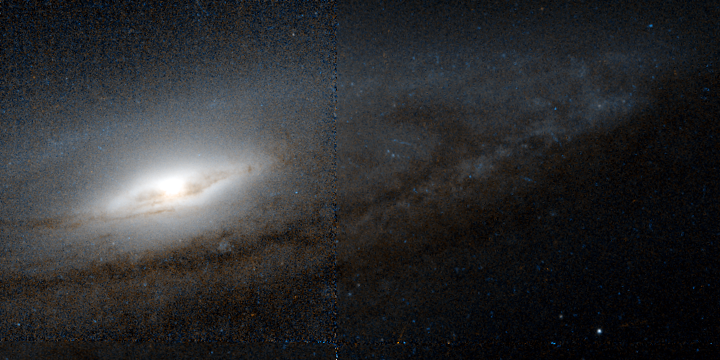
NGC 5389 par le télescope spatial Hubble.

Le professeur Seligman mentionne qu'il se pourrait que ce soit une galaxie spirale (SAB(r)a) en raison de la présence d'un anneau très poussiéreux qui suggère qu'il s'agit d'une spirale précoce se transformant progressivement en une galaxie lenticulaire.

## Groupe de NGC 5322
Selon A.M. Garcia, la galaxie NGC 5389 fait partie d'un groupe de galaxies qui compte au moins 10 membres, le groupe de NGC 5322. Les autres galaxies sont NGC 5308, NGC 5322, NGC 5342, NGC 5372, NGC 5376, NGC 5379, UGC 8684, UGC 8714 et UGC 8716.
D'autre part, Abraham Mahtessian mentionne aussi ce groupe auquel il ajoute la galaxie NGC 5205 et la galaxie NGC 5526NE, une désignation inconnue de toutes les sources consultées.